# Giovanna Massimetti
Giovanna Massimetti (Chieti, 1954) è una regista e autrice televisiva italiana.

## Biografia
Si è laureata in Lettere moderne a Torino, ha conseguito nel 1978 il diploma di Operatore Culturale Cinematografico della Regione Piemonte. Nel 1986 si è trasferita a Roma per frequentare la scuola di Sceneggiatura di Agenore Incrocci e Ettore Scola. Ha conseguito il diploma di sceneggiatura cinematografica presso il Centro Studi Comunicazione di Roma. Dal 1991 lavora in Rai.
Ha partecipato al Festival Cinema Giovani con Mito T-Rito Rock (1984), Cento vasche (1991), Troppo trucido (1991), e Zampa di mulo (1991). Ha diretto diversi cortometraggi selezionati in festival internazionali, tra cui Finestre Azzurre (1991), Made in Italy (1991).e Giù le Mani (1994). Insieme a Paolo Serbandini, ha preparato per Rai3 Far East. Sempre insieme a Serbandini ha realizzato la sua opera più importante 211: Anna che  ripercorre tutta la carriera di Anna Politkovskaya, la giornalista russa assassinata nel 2006 mentre conduceva un'inchiesta sulle torture e sulle violazioni dei diritti umani in Cecenia. Il documentario contiene immagini inedite e rare della giovinezza di Anna e propone sue testimonianze filmate nei mesi precedenti il suo omicidio. Il film ha vinto numerosi premi, tra cui il Grand Prix Documentaire al Annecy cinéma italien, il Premio Ilaria Alpi e la nomination ai David di Donatello 2009.